# Kilusang Bagong Lipunan
Pour les articles homonymes, voir KBL.

Ancien logo du parti.

Le Kilusang Bagong Lipunan ou KBL (« Mouvement nouvelle société ») est un parti politique philippin fondé en 1978 par Ferdinand Marcos.

## Historique
Fondé en 1978, le KBL est initialement un mouvement regroupant les partis ou hommes politiques au service de Ferdinand Marcos, qui gouverne de pays de façon autoritaire depuis la déclaration de la loi martiale en 1972. Le KBL remporte sans surprise les élections parlementaires de 1978 et 1984 et les présidentielles de 1981, dans un contexte de fraude électorale et de boycottage des élections par plusieurs partis anti-Marcos,.
Après l’éviction de Marcos et le retour de la démocratie en 1986, le KBL devient marginal dans la vie politique philippine.

## Résultats électoraux
- Source[10].

### Président
| Élection | Candidat            | Nombre de voix | Pourcentage de voix | Résultat                                                                          |
| -------- | ------------------- | -------------- | ------------------- | --------------------------------------------------------------------------------- |
| 1981     | Ferdinand E. Marcos | 18 309 360     | 88,02 %             | Gagné                                                                             |
| 1986     | Ferdinand E. Marcos | 10 807 197     | 53,62 %             | Gagné (mais Marcos doit quitter le pouvoir après la révolution populaire de 1986) |
| 1992     | Imelda Marcos       | 2 338 294      | 10,32 %             | Perdu                                                                             |
| 1998     |                     |                |                     | Ne présente pas de candidat (Imelda Marcos s'étant retirée).                      |
| 2004     |                     |                |                     | Ne présente pas de candidat                                                       |
| 2010     |                     |                |                     | Disqualification                                                                  |
| 2016     |                     |                |                     | Ne présente pas de candidat                                                       |

### Vice-président
| Élection | Candidat            | Nombre de voix | Pourcentage de voix | Résultat                                                             |
| -------- | ------------------- | -------------- | ------------------- | -------------------------------------------------------------------- |
| 1986     | Arturo M. Tolentino | 10 134 130     | 50,65 %             | Gagné (mais doit quitter son poste après la chute de Marcos en 1986) |
| 1992     | Vicente Magsaysay   | 699 895        | 3,43 %              | Perdu                                                                |
| 1998     |                     |                |                     | Ne présente pas de candidat.                                         |
| 2004     |                     |                |                     | Ne présente pas de candidat.                                         |
| 2010     | Jay Sonza           | 64 230         | 0,18 %              | Perdu                                                                |
| 2016     |                     |                |                     | Ne présente pas de candidat.                                         |

### Sénat
| Élection | Nombrer de voix | Pourcentage de voix | Sièges gagnés | Sièges occupés après l'élection | Résultat                             |
| -------- | --------------- | ------------------- | ------------- | ------------------------------- | ------------------------------------ |
| 1987     | 16 356 441      | 4,4 %               | 0 / 24        | 0 / 24                          | Membre de la coalition GAD (perdant) |
| 1992     | 12 691 686      | 4,6 %               | 0 / 24        | 0 / 24                          | Perdu                                |
| 1995     | 8 168 768       | 4,5 %               | 0 / 24        | 0 / 24                          | Perdu                                |
| 1998     |                 |                     | 0 / 24        | 0 / 24                          | Ne présente pas de candidat.         |
| 2001     | 873 306         | 0,4 %               | 0 / 13        | 0 / 24                          | Perdu                                |
| 2004     | 540 498         | 0,2 %               | 0 / 13        | 0 / 24                          | Perdu                                |
| 2007     | 2 436 193       | 0,9 %               | 0 / 12        | 0 / 24                          | Perdu                                |
| 2010     | 2 769 847       | 0,93 %              | 0 / 12        | 0 / 24                          | Perdu                                |
| 2013     |                 |                     | 0 / 24        | 0 / 24                          | Ne présente pas de candidat.         |
| 2016     | 1 971 327       | 0,61 %              | 0 / 12        | 0 / 24                          | Perdu                                |

### Chambre des représentants
| Élection | Nombre de voix | Pourcentage de voix | Sièges    | Résultat                                               |
| -------- | -------------- | ------------------- | --------- | ------------------------------------------------------ |
| 1978     | 155 866 553    | 74,97 %             | 150 / 165 | Gagné                                                  |
| 1984     | NC             | NC                  | 110 / 183 | Perdu                                                  |
| 1987     | 823 676        | 4,10 %              | 11 / 200  | Membre de la coalition GAD (perdant)                   |
| 1992     | 438 577        | 2,35 %              | 3 / 200   | Membre de la coalition menée Lakas-NUCD-UMDP (perdant) |
| 1995     | 183 256        | 0,95 %              | 1 / 204   | Membre de la coalition NPC (perdant)                   |
| 1998     | 35 522         | 0,15 %              | 0 / 206   | Perdu                                                  |
| 2001     |                |                     |           | Ne présente pas de candidat.                           |
| 2004     | NC             | NC                  | 1 / 237   | Perdu                                                  |
| 2007     | NC             | NC                  | 1 / 271   | Perdu                                                  |
| 2010     | 158 416        | 0,47 %              | 1 / 287   | Perdu                                                  |
| 2013     | 94 484         | 0,34 %              | 1 / 292   | Perdu                                                  |
| 2016     | 198 754        | 0,53 %              | 0 / 297   | Perdu                                                  |